# Рај за лудаке
Рај за лудаке (енгл. Fool's Paradise) америчка је сатирична комедија из 2023. године коју је написао и режирао Чарли Деј у свом редитељском дебију. У филму глуме Деј, Кен Џонг, Кејт Бекинсејл, Ејдријен Броди, Џејсон Судејкис, Иди Фалко, Џејсон Бејтман, Common, Реј Лиота и Џон Малкович.
Филм говори о публицисти ког баш и није пратила срећа, али му се она осмехне кад упозна немог човека недавно отпуштеног из психијатријске установе, а који изгледа баш као методски глумац који одбија да напусти своју приколицу.

## Радња
Неми Џон Доу са менталним способностима петогодишњака пуштен је из душевне болнице пошто држава више не може да приушти његово лечење. Он почиње да живи на улици и узима смернице од свакога кога сретне. Један продуцент радећи на биографском филму о Билију Киду, полуди јер глумац сер Том Бингсли одбија да напусти његову приколицу. Пошто ово кошта филм времена и новца, он прибегава убацивању замене. Продуцент наилази на Џона Доуа како продаје наранџе на улици и унајмљује га због запањујуће сличности са сер Бингслијем.
Са друге стране, Лени је публициста који је у проблему јер од како је дошао у Лос Анђелес није могао да задржи ниједног клијента и изнудом долази до студија у потрази за талентима. Лени види Џона Доа како снима биографски филм и погрешно разуме његово име као „Лате Пронто” јер је продуцент захтевао кафу. Након што Бингсли умире због грешке при снимању вешања, „Били д Кид” је приморан да настави снимање са Пронтом као главним глумцем. Иако их омета Пронтов недостатак глумачког талента и његови чести погледи директно у камеру, његове колеге Кристијана Диор и Чед Лукст инспирисани су овом, како они мисле, авангардном представом и почињу да опонашају његов стил глуме.
Лени планира да доведе Лате Пронта до славе тако што ће му набавити агента и представнике. Лукст се спријатељује са Пронтом тако што га одводи на луде журке и показује му холивудски начин живота. У то време, колегиница Диор се заљубљује у Пронта због његове искрености. Она убеђује Пронта да се ожени њоме и усвоје неколико деце, ради побољшавања њихове слике у медијима. „Били д Кид” достиже огроман успех, а критичари хвале Пронтово умеће да разбије зид између глумаца и публике, гледајући у камеру.
На последњој забави, Лени тражи од Пронта да потврди да се њихов пословни однос никада неће прекинути. Пошто Пронто не успе да одговори на Ленијев захтев, обезбеђење покуша да избаци Ленија због ометања забаве. Избија туча, а кривица спада на  Пронта и добија тужбу од обезбеђења. Агент саветује Пронта да се прикрије од медија, док му нуди прилику да глуми у филму „Дечак комарац” у режији Лекса Танера.
Током снимања „Дечака комарца”, Лукст изводи Пронта на излазак у град, који се завршава њиховим привођењем због напада на папараца. Иако је кривац био Лукст, Пронто је окривљен од стране медија. Ово додатно заоштрава његов однос са његовим представницима. На снимању „Дечака комараца”, Пронто бива повређен и за већи део филма је коришћена његова замена. Без обзира на то, Лени му гарантује да ће филм бити велики хит. Филм доживава велики неуспех на благајнама и Пронта напуштају сарадници. Исфрустрирана неуспехом и контроверзама свог мужа, Диор тражи развод, одводи децу и почиње да се забавља са Лукстом.
Пронто је приморан да се пресели код Ленија и њих двојица се везују због заједничких проблема. Лени доживљава срчани удар након испијања велике количине енергетских пића. Пронто остаје крај његовог болничког кревета, али накратко напушта собу јер га је обожавалац питао за селфи. Због грешке медицинсе сестре са преминулим пацијентом, Пронто је убеђен да је Лени умро, док Лени мисли да га је Пронто напустио. Лени одлучује да постане боља особа и успешан публициста. Истовремено, Пронто се враћа животу на улици. Спријатељује са бескућником по имену Дагер и спасава му живот, стиче признање медија, а градоначелник Лос Анђелеса му је додеује кључ града.
Градоначелник у приватности охрабрује Пронта да се кандидује за позицију на анти-корпоративној платформи јер му је глумачка каријера пропала. Богати моћници, браћа Коте, киднапују Пронта да спрече његову политичку каријеру. Ед Коте му прети смрћу ако угрози неки од њихових пословних интереса. У замену за одустајање од политичке каријере, Ед му обезбеђује нову шансу у каријери глумца и враћа његов тим (без Ленија). Разочаран филмском индустријом, Пронто поново напушта своје сараднике и почиње да лута улицама. Лени га примећује и покуша да га стигне. Извањава се што га је искоришћавао и каже му да га воли. Као своје прве речи икада Пронто изговара: „Волим и ја тебе”. Њих двојица одлазе на вечеру уз разговор.